# Batalla de Komsomólskoie
La batalla de Komsomólskoie fou un enfrontament de la Segona Guerra de Txetxènia que va tenir lloc al març de 2000 entre forces federals russes i forces txetxenes separatistes, a la localitat txetxena de Komsomólskoie (en txetxè Saadi-Kotar). Va ser la victòria russa més gran durant la Segona Guerra de Txetxènia. Diversos centenars de combatents rebels txetxens i més de 50 militars russos van morir durant més de dues setmanes de guerra de setge. Un nombre desconegut de civils també va morir en els enfrontaments. Els combats van provocar la destrucció de la majoria de les forces del comandant dels rebels txetxens, Ruslan Guelàiev. Els russos van fer una gran quantitat de presoners, dels quals només en van sobreviure uns quants. La vila va ser saquejada i destruïda completament.

## Batalla
Komsomólskoie (no s'ha de confondre amb Komsomólskoie al districte de Gudermeski, a prop de la frontera amb el Daguestan), un poble d'uns 5.000 residents abans de la guerra, era un suburbi al sud de la capital txetxena, Grozni, i ciutat natal del comandant Ruslan Guelàiev, que operava als districtes de Xatoiski i Itum-Kalinski. Una gran columna de combatents esgotats i famolencs del destacament de Guelàiev van entrar al poble el 4 de març del 2000. Els combatents intentaven trencar el cordó creat per les forces russes al voltant del congost del riu Argun després de la caiguda de Grozni el febrer. Aparentment van ser enganyats per Arbi Baràiev, que havia promès evacuar els ferits amb autobusos, però en realitat va atraure Guelàiev i les seves tropes a una emboscada federal ben preparada.
Una vegada a Komsomólskoie, la columna va ser bloquejada per tropes russes i comandos de l'OMON i el SOBR de Vorónej, Irkutsk i Kursk, que aviat es van afegir als militars. El poble fou sotmès a forts bombardeigs aeris i d'artilleria. Els portaveus russos en un primer moment van dir que només hi havia 25-30 combatents al poble i afirmaren que els guerrillers ja no podien desplegar grans unitats, però després van dir que es tractava d'un grup de fins a 1.500. Alguns combatents van aconseguir sortir de Komsomólskoie en grups reduïts d'uns deu combatents cadascun. Guelàiev va escapar el 10 de març. Només un grapat dels que quedaven al poble van sobreviure a la batalla o a la captivitat. Més de 300 combatents van resultar morts als camps de mines que els russos havien situat al voltant del poble. Segons els russos, 17 soldats van morir en una emboscada el segon dia.
El govern rus va afirmar que el poble estava molt fortificat. Tot i això, segons les entrevistes de Los Angeles Times amb supervivents txetxens de la batalla, els rebels atrapats, molts dels quals van resultar ferits o gelats, no van poder fortificar el poble ni trobar refugi en condicions. En un incident, 50 combatents ferits van morir en un impacte directe al soterrani on es refugiaven. Els supervivents van dir que morien de fam i congelació i que tenien armes i municions inadequades. Alguns rebels desesperats van fingir una rendició, per després fer-se esclatar, a ells i als seus captors, amb granades de mà amagades.
Segons Human Rights Watch i Memorial, més de 2.000 civils van quedar atrapats a la terra de ningú durant tres dies. El segon dia, les forces russes van dir que les dones i els nens podrien marxar, però es van desanimar a fer-ho per les tropes txetxenes, possiblement amb l'objectiu d'utilitzar-les com a escuts humans, cosa que va provocar víctimes civils durant les hostilitats posteriors. Fins a 100 civils, principalment ancians, discapacitats o ferits, van quedar atrapats al poble i podrien haver mort durant la batalla. Alguns civils van ser capturats, apallissats i portats a un centre de detenció improvisat a Urus-Martan per torturar-los.
Després de quatre dies de bombardeig d'artilleria continu, amb atacs aeris cada cinc o deu minuts i incloent l'ús d'armes termobàriques (llançadors de coets múltiples TOS-1, els temuts Buratino), va començar l'assalt a Komsomólskoie. Les forces especials russes van encapçalar dues dotzenes de tancs i la infanteria amb transports blindats de personal. El 8 de març, el comandant en funcions de les forces federals a Txetxènia, el general Guennadi Troxev, va dir que les forces de Guelàiev quedarien anihilades l'endemà. El 10 de març, els russos van reconèicer que encara estaven trobant una resistència decidida d'entre 300 i 700 combatents txetxens. El 14 de març es va negociar un breu alto el foc per recollir els ferits. El 15 de març, el subcomandant del grup occidental de forces federals encarregades d'equipament i armament, el coronel Mikhaïl Revenko, va ser mort per una granada; va ser nomenat pòstumament com a Heroi de la Federació Russa. Els soldats russos van parlar de «pèrdues colossals».
Al 17 de març, la resistència txetxena havia fet retrocedir les forces russes enviades a escombrar el poble, ara arrasat, de manera que els russos van iniciar un altre bombardeig d'artilleria. La BBC va assenyalar que l'alt comandament rus va dir que els rebels «seran destruïts definitivament avui», una promesa que havien fet ja la setmana anterior. La nit del 19 al 20 de març, els russos van afirmar haver matat 46 combatents, inclòs un comandant, durant l'últim intent de fugida. També van informar que el tinent-coronel Alexander Júkov, cap del servei de recerca i rescat del districte militar del Caucas i heroi de Rússia, havia estat rescatat de la captivitat txetxena. L'endemà, els russos van alçar la seva bandera sobre el que quedava del poble i 76 rebels (incloses dues dones) es van lliurar. El 24 de març, el ministre de defensa rus, el mariscal Igor Sergueiev, va dir que les tropes russes havien netejat les ruïnes de possibles franctiradors. Segons un presoner txetxè supervivent entrevistat per Memorial, els txetxens ferits van ser sistemàticament cremats als seus refugis o executats després de rendir-se.

## Conseqüències
El resultat del setge va ser considerat un desastre important per als rebels txetxens, dels quals els russos van dir que més de 700 havien mort al poble o a la rodalia. Alguns dels cadàvers trobats pels equips d'enterrament del Ministeri de Situacions d'Emergència tenien les orelles, els nassos i els dits mutilats. Els corresponsals de Newsweek també van observar cadàvers mutilats. Oficialment es van fer 88 presoners txetxens, però la majoria van desaparèixer.
Komsomólskoie va quedar completament destruït pel bombardeig. El 29 de març, les forces territorials del Ministeri de Situacions d'Emergència de Txetxènia van anunciar haver trobat i enterrat les restes de 552 txetxens i 628 animals grossos. Es van localitzar i desarmar 4.622 obusos que havien quedat sense explotar. La periodista investigadora russa Anna Politkóvskaia va comparar els fets a Komsomólskoie amb la massacre de Khatyn i va qualificar la vila com «un poble que ja no existeix», atès que la batalla va deixar «un monstruós conglomerat de cases cremades, ruïnes i noves tombes al cementiri». Al poble hi van romandre prop de 150 famílies, però gairebé sense llar, vivint en cabanes improvisades. El 2004, la majoria d'antics residents encara vivien fora del poble, majoritàriament al districte d'Urus-Martanovski, a l'espera d'una indemnització per les seves cases destruïdes.
Guelàiev i alguns dels seus homes van escapar de la ciutat, però la seva capacitat d'influir en els esdeveniments a Txetxènia va quedar molt minvada i va passar la major part del temps a la veïna Geòrgia. També va realitzar una campanya personal de venjança contra Baràiev i els seus homes.